# Herman van Verdun
Herman van Verdun (overleden te Verdun op 29 mei 1029) was van 995 tot 1024 markgraaf van Ename en van 1022 tot 1024 graaf van Verdun. Hij behoorde tot het huis Ardennen.

## Levensloop
Herman I was de derde zoon van graaf Godfried van Verdun en Mathilde van Saksen, dochter van hertog Herman Billung van Saksen.
Na de dood van zijn vader rond 995 erfde hij de landgoederen van zijn familie in Brabant, met als belangrijkste bezit het markgraafschap Ename nabij Oudenaarde. In 1022 verwierf Herman na de dood van zijn oudere broer Frederik ook het graafschap Verdun. Bovendien werd hij in 1017 graaf in de Eifelgau en Westfalen.
In 1024 trad Herman af als graaf van Verdun om als monnik toe te treden tot de Abdij van Saint-Vanne in Verdun. Hij bleef er wonen tot aan zijn dood in 1029 en werd ook bijgezet in deze abdij. Het graafschap Verdun ging naar graaf Lodewijk I van Chiny, terwijl zijn bezittingen in Brabant in handen kwamen van zijn schoonzoon Reinier V van Henegouwen. In 1033/1034 werd Ename veroverd en verwoest door graaf Boudewijn IV van Vlaanderen.
Herman van Verdun is eveneens de stamvader van de graven van Calvelage, die op hun beurt de voorouders zijn van de graven van Ravensberg.

## Huwelijk en nakomelingen
Herman van Verdun was gehuwd met Mathilde von Dagsburg, dochter van Ludwig von Dagsburg en Judith von Öhningen. Ze kregen volgende kinderen:
- Herman, jong gestorven
- Bertilde, jong gestorven
- Gregorius, aartsdiaken in Luik
- Godfried, graaf in Westfalen en stamvader van de graven van Cappenberg
- Mathilde (overleden rond 1039), huwde rond 1015 met graaf Reinier V van Henegouwen